# Intercambio de prisioneros

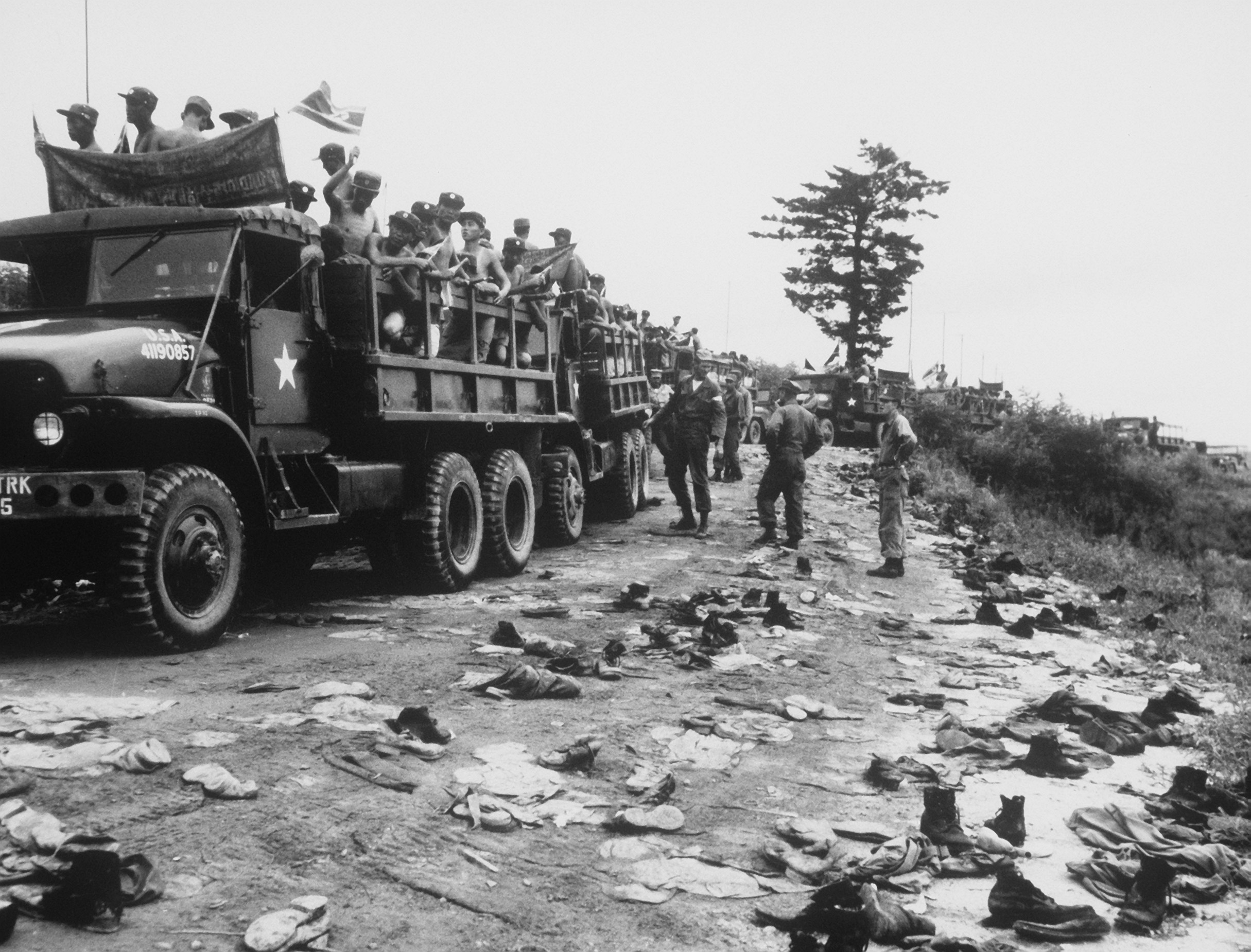
Un convoy de Estados Unidos trasladando soldados norcoreanos en un intercambio durante la guerra de Corea

El intercambio de prisioneros o canje de prisioneros es un acuerdo entre dos o más partes beligerantes dentro de un conflicto bélico para liberar un número determinado de personas, por lo general de manera equitativa por ambos bandos: prisioneros de guerra, espías, rehenes, etc. Es utilizado como un mecanismo efectivo para mantener la paz, una tregua o firmar un armisticio. Si bien en la mayor parte de los casos se trata de personas vivas, también se puede tratar de intercambio de cuerpos de fallecidos.

## Historia

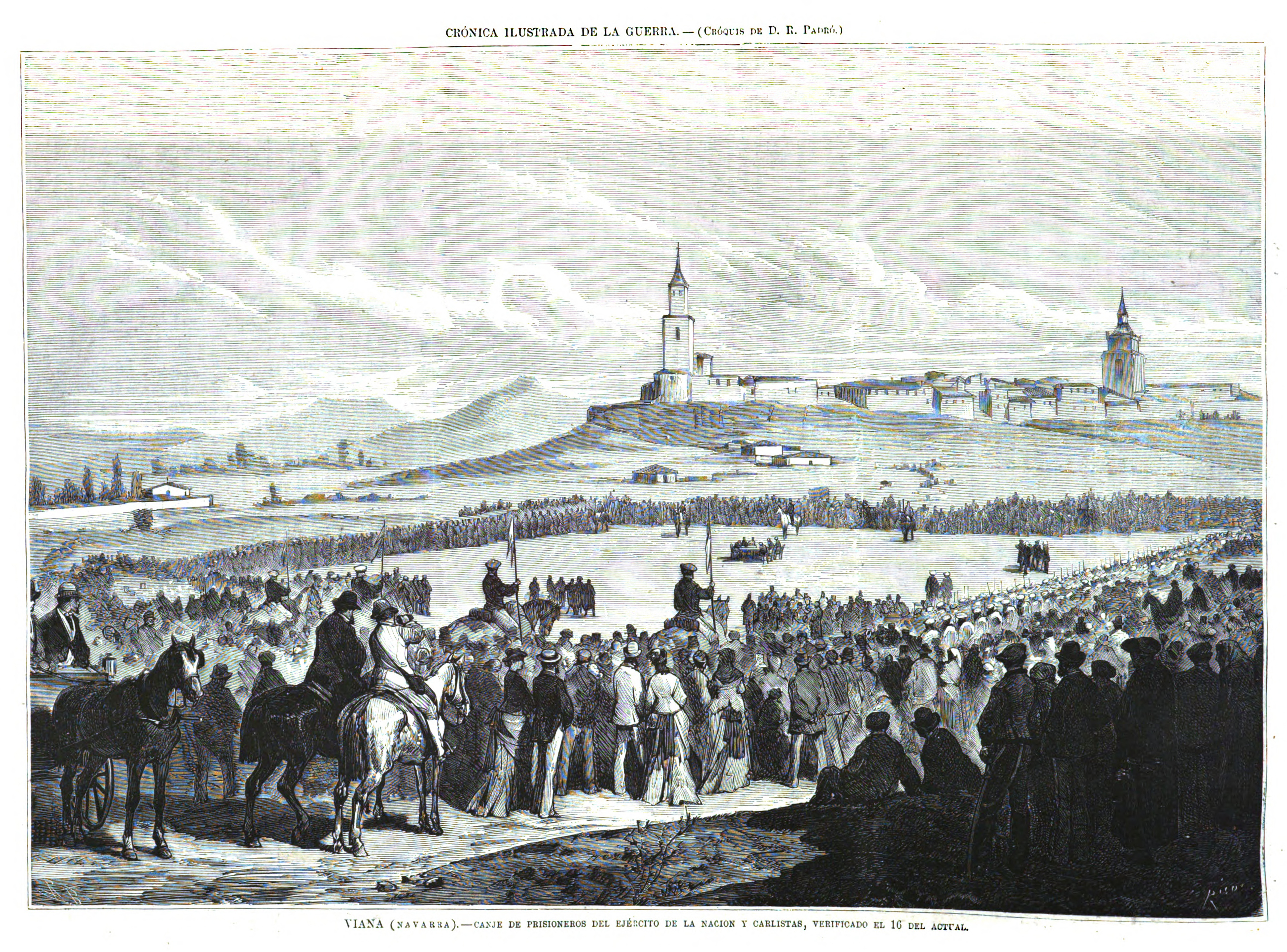
Intercambio de prisioneros en 1875 durante la tercera guerra carlista en Viana (España)

De acuerdo a los Convenios de Ginebra, los soldados heridos y enfermos que no son capaces de contribuir en el esfuerzo de guerra tienen el pleno derecho a ser repatriados a su país de origen y sin condiciones. Eso independiente del número de soldados afectados.
En virtud de la Segundo Convenio de Ginebra (1929), esto está cubierto por los artículos 68 a 74 y el anexo. Uno de los mayores programas de intercambio fue dirigido por la Cruz Roja Internacional durante la Segunda Guerra Mundial bajo estos términos. En virtud del Tercer Convenio de Ginebra de 1949, esto está cubierto por los artículos 109 a 117.
Durante la Segunda Guerra Mundial, en Yugoslavia se vio una lucha brutal entre las fuerzas armadas del Tercer Reich y los partisanos yugoslavos dirigidos por los comunistas. A pesar de eso, las dos partes siempre negociaron intercambios de prisioneros prácticamente desde el comienzo de la guerra. En circunstancias extraordinarias, estos primeros contactos se convirtieron en un acuerdo de intercambio formal, centrado en la creación de una zona neutral, posiblemente la única en la Europa ocupada por los nazis, donde los prisioneros se intercambiaban regularmente hasta finales de abril de 1945, lo que permitió salvar miles de vidas.
Durante el conflicto armado interno colombiano se le conoció como Acuerdo humanitario a los acuerdos entre el Gobierno de Colombia y las Fuerzas Armadas Revolucionarias de Colombia - Ejército del Pueblo (FARC-EP) para liberar prisioneros, rehenes y guerrilleros entre ambas partes.